# Mesoprionus persicus
Mesoprionus persicus là một loài bọ cánh cứng trong họ Cerambycidae.